# آل علي عبد أحمد (الملاجم)

تعديل مصدري - تعديل

آل علي عبد أحمد هي إحدى قرى عزلة ال غشام الملاجم بمديرية الملاجم التابعة لمحافظة البيضاء، بلغ تعداد سكانها 392 نسمة حسب تعداد اليمن لعام 2004.